# Kernkraftwerk Heysham
Das Kernkraftwerk Heysham liegt in Heysham in Lancashire, England, Vereinigtes Königreich.
Auf dem Gelände des Kernkraftwerks befinden sich zwei Kraftwerke (Heysham A und B) mit jeweils zwei Kraftwerksblöcken.
Alle vier Reaktoren sind AGR mit einer insgesamt installierten elektrischen Leistung von 2490 MW.
Heysham A wurde 1983 erstmals mit dem Netz synchronisiert und wird voraussichtlich bis März 2027 betrieben. Heysham B wurde 1988 erstmals mit dem Netz synchronisiert und wird voraussichtlich bis März 2030 betrieben.
Der Kraftwerksbetreiber ist EDF Energy (bis 2008: British Energy). British Energy plante 2008, acht weitere Neubauten von Kernreaktoren unter anderem in Heysham durchzuführen.

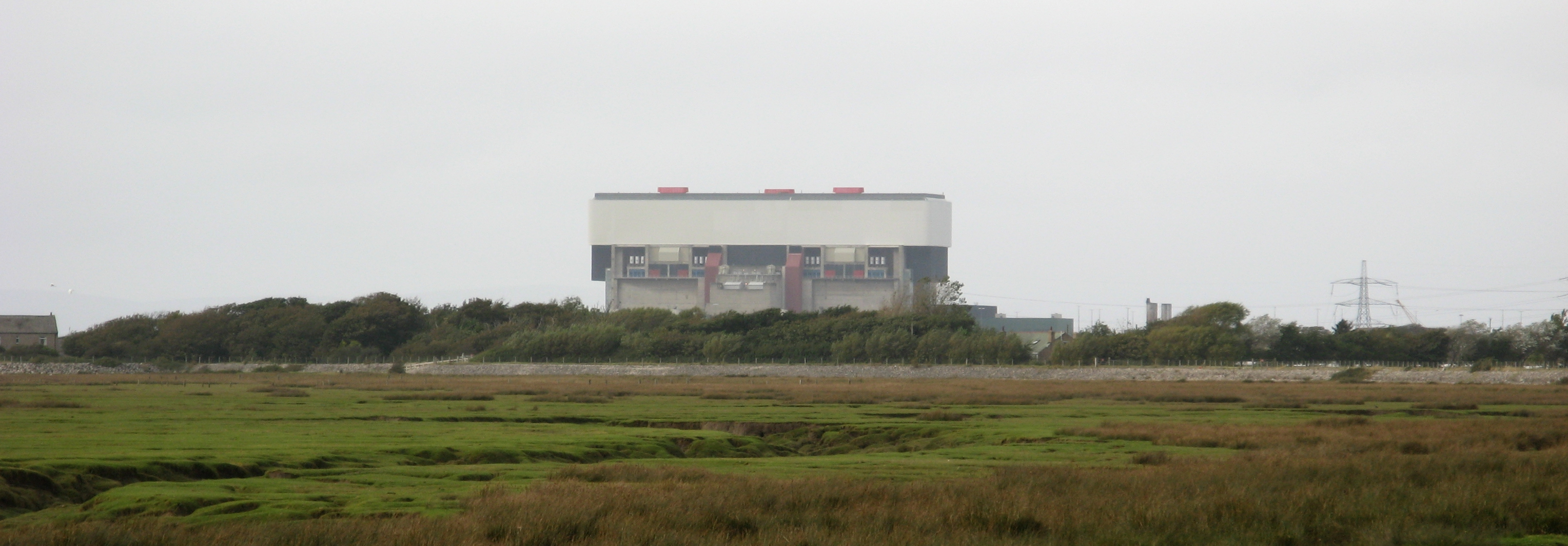
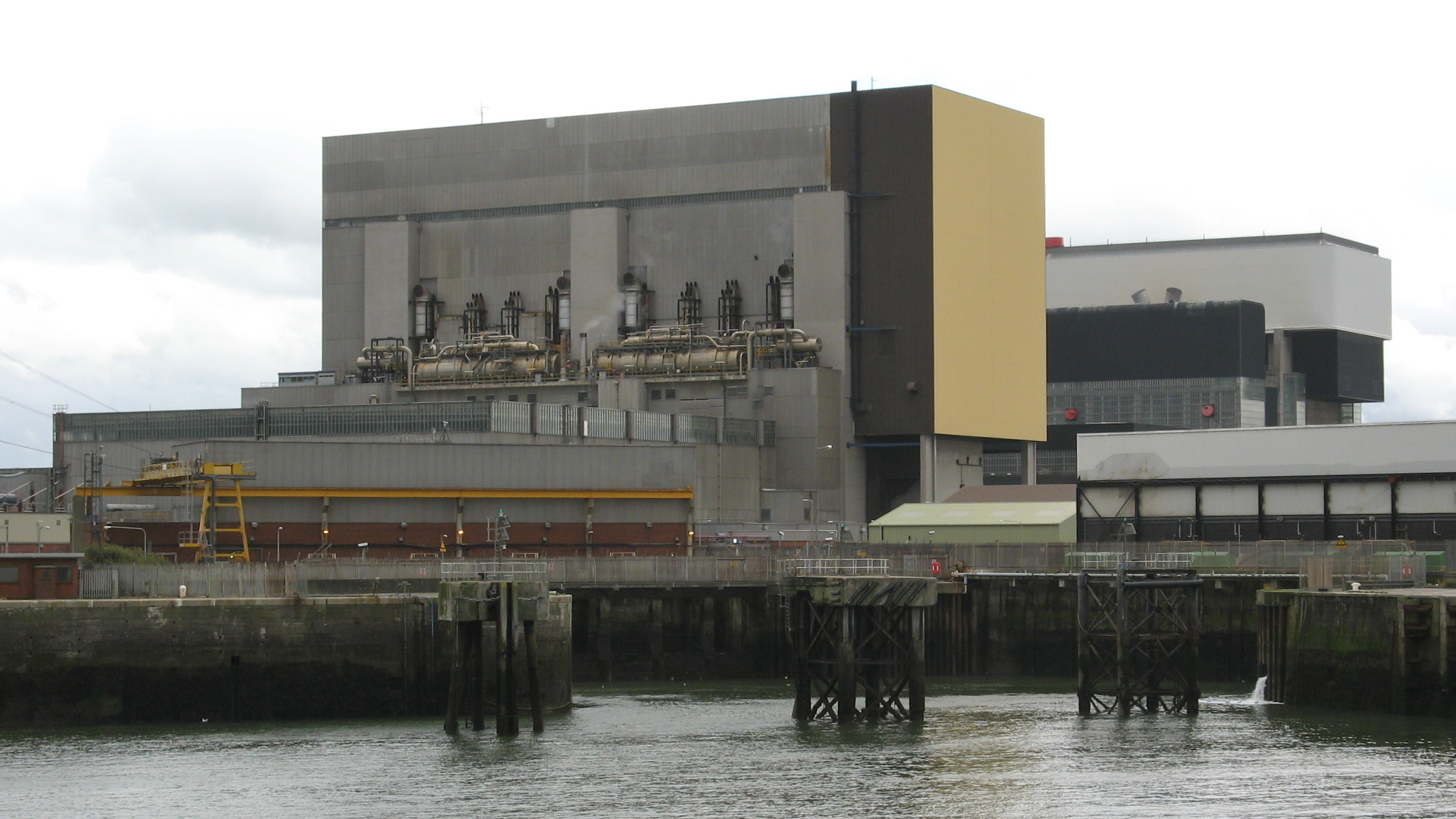
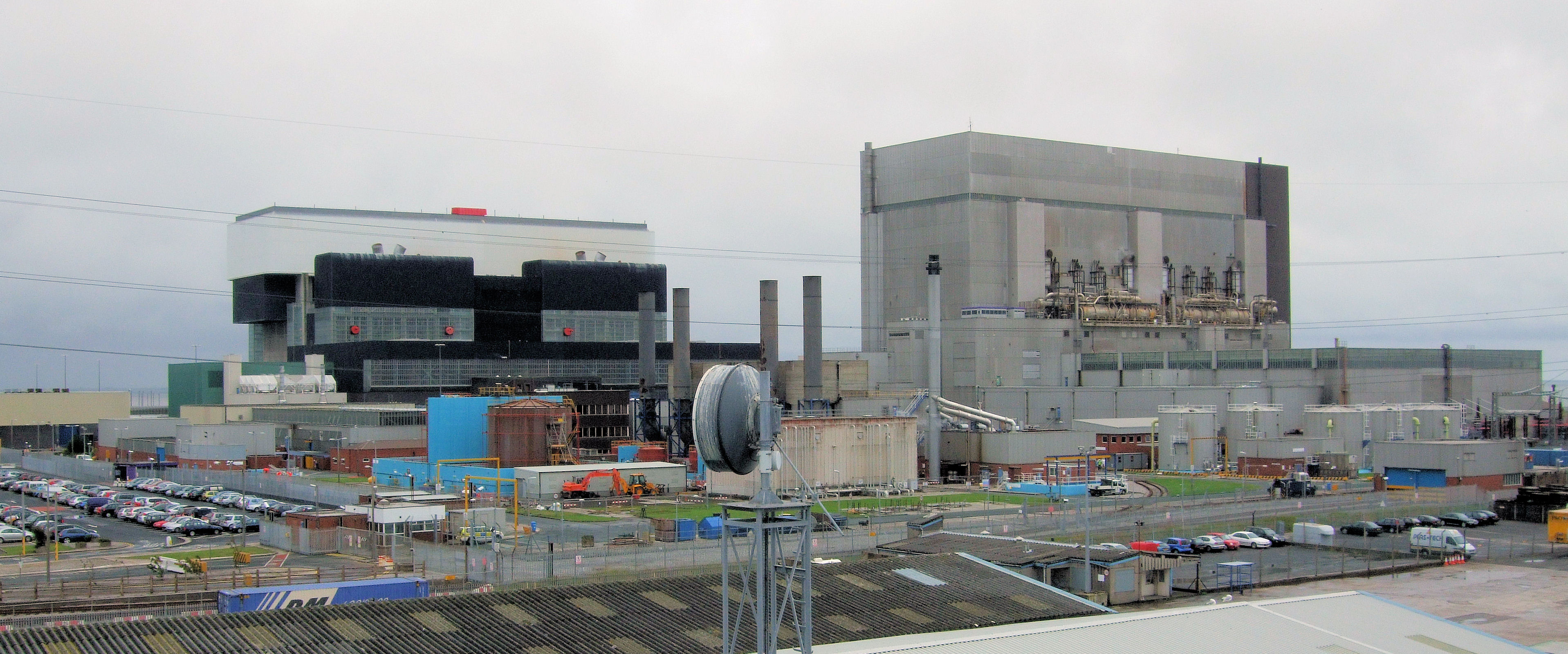

## Daten der Reaktorblöcke
Das Kernkraftwerk Heysham hat insgesamt vier Blöcke:
| Reaktorblock | Reaktortyp | Netto- leistung | Brutto- leistung | Baubeginn  | Netzsyn- chronisation | Kommerzieller Betrieb | Abschaltung         |
| ------------ | ---------- | --------------- | ---------------- | ---------- | --------------------- | --------------------- | ------------------- |
| Heysham-A1   | AGR        | 585 MW          | 625 MW           | 01.12.1970 | 09.07.1983            | 01.04.1989            | (März 2027 geplant) |
| Heysham-A2   | AGR        | 575 MW          | 625 MW           | 01.12.1970 | 11.10.1984            | 01.04.1989            | (März 2027 geplant) |
| Heysham-B1   | AGR        | 620 MW          | 680 MW           | 01.08.1980 | 12.07.1988            | 01.04.1989            | (März 2030 geplant) |
| Heysham-B2   | AGR        | 620 MW          | 680 MW           | 01.08.1980 | 11.11.1988            | 01.04.1989            | (März 2030 geplant) |